# Villa Luzuriaga
Villa Luzuriaga é uma cidade da Argentina, situada na província de Buenos Aires, localizado na área metropolitana de Gran Buenos Aires.